# Krittibas Ojha
Krittibas Ojha (bengalí: কৄত্তিবাস ওঝা) o Kirttibas Ojha (bengalí: কীর্ত্তিবাস ওঝা) (1381–1461) fue un poeta medieval bengalí. Su mayor contribución a la literatura bengalí  fue la traducción de la épica hindú Ramayana al bengalí. Su trabajo, el Sri Ram Panchali, es popularmente conocido como el Krittivasi Ramayan. En 1803, su trabajo, editado por Jaygopal Tarkalamkar, fue publicado por la Serampore Mission Press.
Krittibas Ojha nació en una familia Kulina (clase alta) Brahmin en el pueblo de Phulia, actual distrito de Nadia en el estado indio de Bengala Occidental. Era el mayor de entre los seis hijos y la hija de su padre Banamali Ojha. La paalabra "Krittibas" es un épiteto del dios hindú Shiva. Se sabe que cuando Krittibas nació, su abuelo Murari Ojha estaba preparándose para ir en peregrinación a Orissa, por lo que el niño fue llamado por Shiva, le deidad predominante del peregrinaje más cercano de Orissa a Bengala. A los 11 años, Krittibas fue enviado a Bengala Septentrional para sus estudios universitarios. Después de acabarlos, fue honrado por el Rey de Gauda en persona al ofrecerle una guirnalda, agua y una bufanda de seda. Cuando volvió a sua casa en Phuñia, tradujo el Valmiki Ramayana al bengalí.